# Бернауэр-штрассе

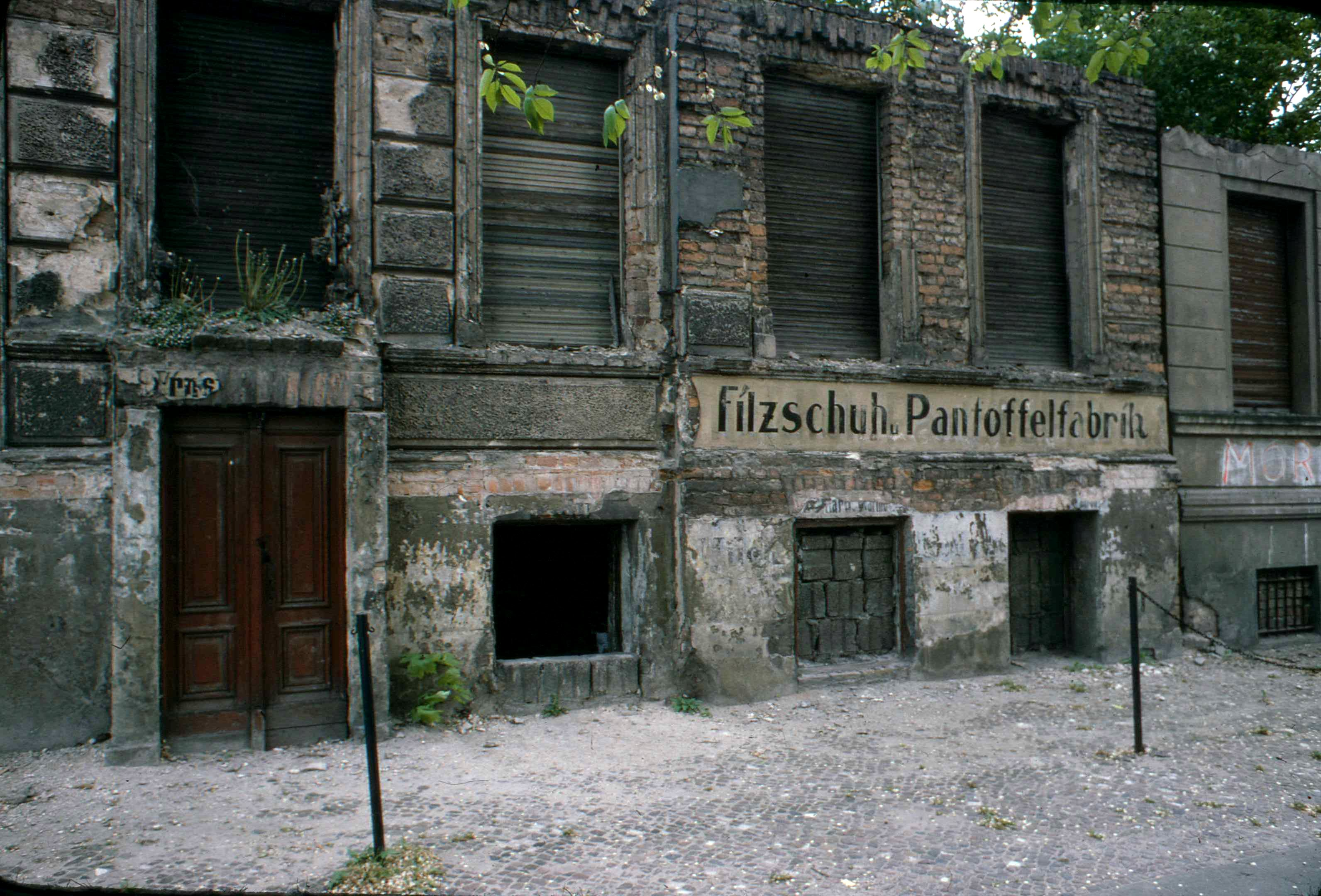
Руины домов на Бернауэр-штрассе. 1978

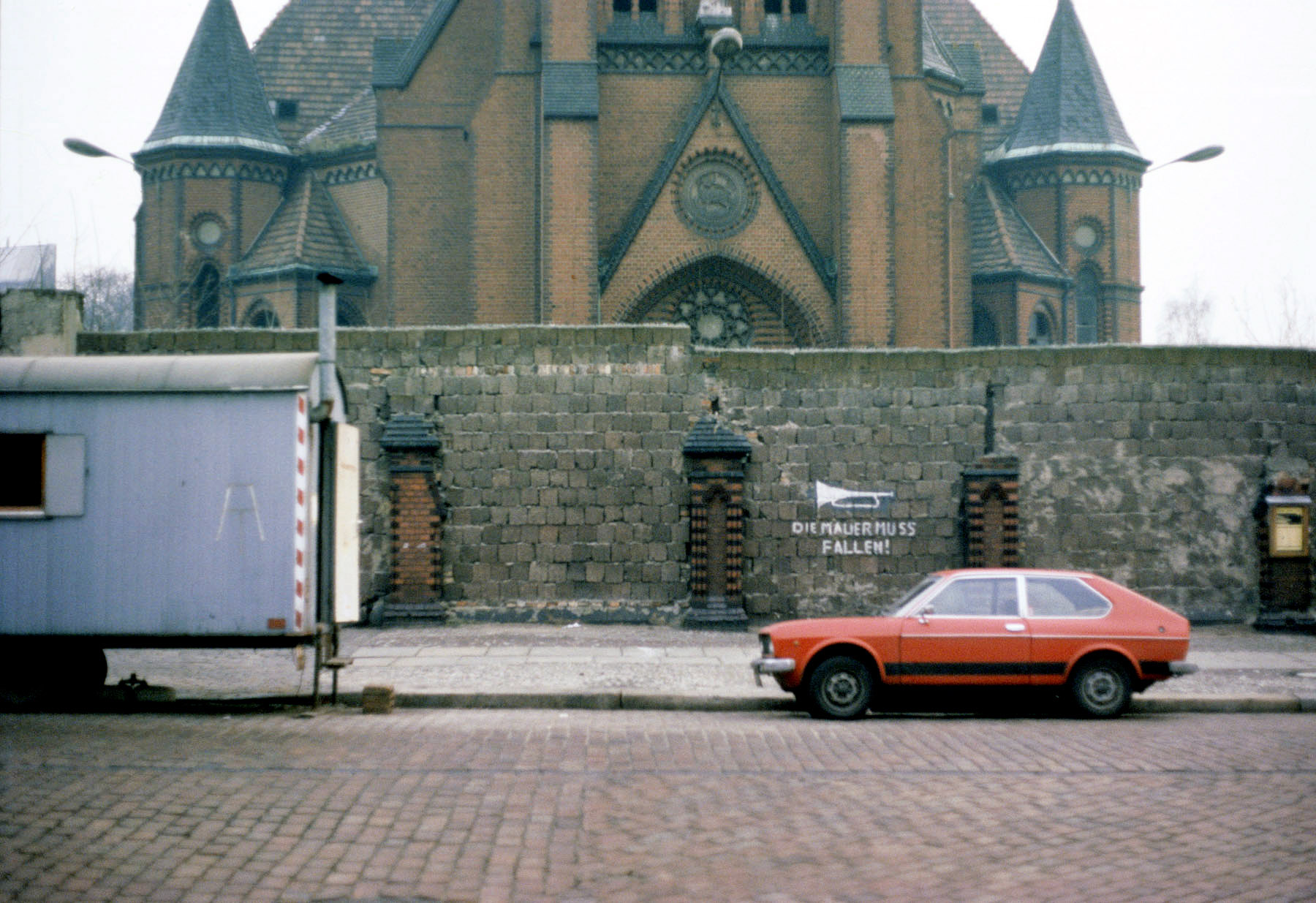
Церковь Примирения за стеной. 1978

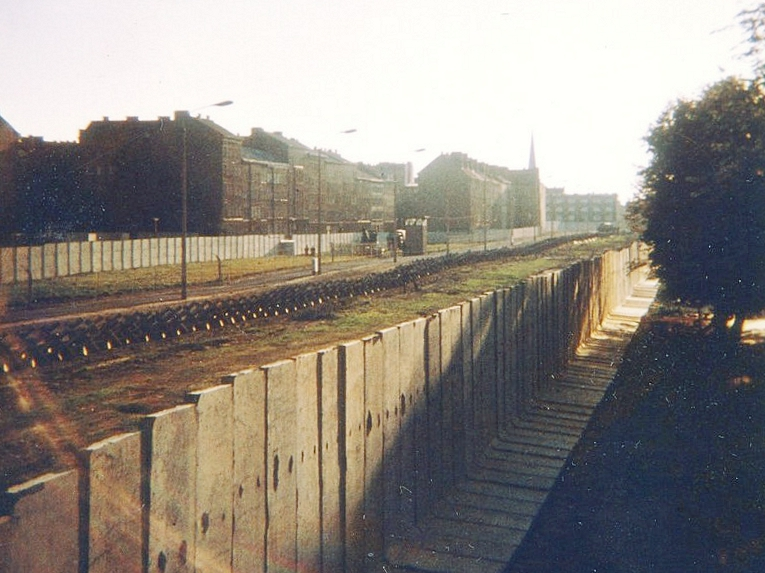
«Модернизация» Берлинской стены. 1980

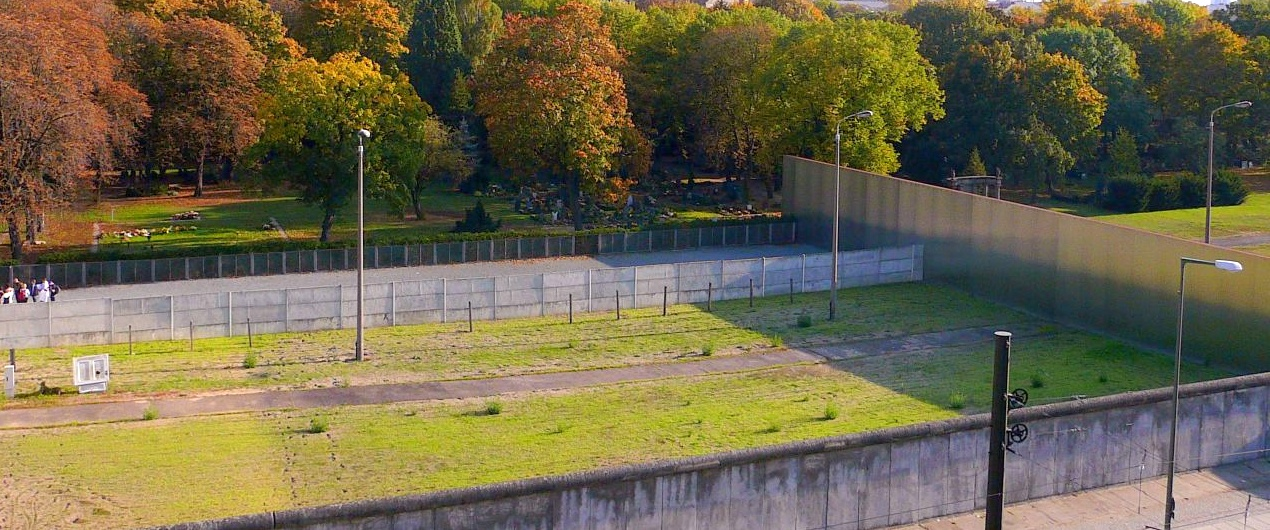
Мемориал Берлинской стены. 2006

Берна́уэр-штра́ссе (нем. Bernauer Straße — букв. «Бернауская улица») — улица длиной в 1,4 км в центре Берлина, в районах Митте и Панков. По южной стороне Бернауэр-штрассе в 1961—1989 годах пролегала Берлинская стена. Международную известность улица обрела благодаря целому ряду побегов граждан из ГДР из окон домов, тротуар перед которыми уже находился в Западном Берлине. С 1998 года на Бернауэр-штрассе находится Мемориал Берлинской стены. Бернауэр-штрассе входит в состав Берлинского внутреннего городского автомобильного кольца. Одноимённая станция 8-й линии Берлинского метрополитена находится непосредственно рядом с перекрёстком Бернауэр-штрассе с Брунненштрассе.
Бернауэр-штрассе проходит в основном по границе между районами Митте и Гезундбруннен и лишь на протяжении 80 м захватывает район Пренцлауэр-Берг. Окружающая местность имеет названия Ораниенбургское предместье и Розентальское предместье.

## История
Дорога на месте Бернауэр-штрассе, соединявшая Берлин и другие населённые пункты Бранденбургского маркграфства, существовала с давних времён для перемещения торговцев и войск. Современное название в честь города Бернау к северо-востоку от Берлина улица получила в 1862 году. В 1894 году на Бернауэр-штрассе открылась церковь Примирения, построенная по проекту Готхильфа Людвига Мёккеля. С образованием Большого Берлина в 1920 году сама улица и территории к северу от неё отошли к административному округу Веддинг, а к югу — к округу Митте. Поэтому в 1945 году граница между советским и французским секторами оккупации Берлина была проложена по Бернауэр-штрассе.
После возведения Берлинской стены на южной стороне улицы — в Восточном Берлине — двери и окна домов, выходившие на Бернауэр-штрассе, были замурованы, а выходы на чердаки — заблокированы. Осенью 1961 года завершилось принудительное выселение жителей из домов, оказавшихся на границе. После 1963 года в целях обеспечения видимости для охраны границы пограничные здания на Бернауэр-штрассе были снесены до фасадов первых этажей. Руины скрывала бетонная стена с колючей проволокой.
Побег молодого полицейского Конрада Шумана, запечатлённого на известной фотографии бросающим на бегу автомат и перепрыгивающим через колючую проволоку в направлении французского сектора, произошёл на углу Бернауэр-штрассе с Руппинер-штрассе. В первые годы существования Берлинской стены в силу местных особенностей на Бернауэр-штрассе между пограничниками ГДР и западно-германскими полицейскими и таможенниками происходили частые контакты: они даже разговаривали через стену и передавали сигареты.
Из подвалов домов на западно-берлинской стороне Бернауэр-штрассе в Восточный Берлин прокладывались туннели. Туннель 29 в 1962 году выходил на дом 7 по улице Шёнхольцер-штрассе в Восточном Берлине. Жители Восточного Берлина, и стар, и млад, перебирались ползком в Западный Берлин. История с туннелем 57, выходившим на дом 55 по Штрелицер-штрассе, в 1964 году завершилась драматически: за две ночи удалось эвакуировать из Восточного Берлина 57 человек, но в результате перестрелки с пограничниками погиб Эгон Шульц.
В Веддинге, на западно-берлинской стороне в 1960-е годы был реализован грандиозный проект реновации Сената Западного Берлина. Почти вся застройка района, 28 жилых домов были снесены и к 1970-м годам на их месте появились новостройки. В это же время на противоположной стороне старые пограничные сооружения ГДР были постепенно заменены на массивную конструкцию из бетонных плит высотой 3,6 м с закруглением на верху. Последний участок Берлинской стены был «модернизирован» таким образом в 1980 году. Церковь Примирения оказалась внутри расширенной пограничной полосы и была взорвана в январе 1985 года. Разрушениям подверглись также отчасти граничащие с Бернауэр-штрассе кладбища общины Святой Елизаветы и общины Софии. На последнем была снесена могила берлинского издателя Юлиуса Шпрингера.
Имена десяти достоверно известных людей, погибших при попытке бегства в Западный Берлин через Бернауэр-штрассе, увековечены в 1995 году на мемориальном камне, расположенном на переходе улицы в Свинемюндер-штрассе.